# Dimitrovgrad (Rusko)
Dimitrovgrad (rusky Димитровгра́д) je město v Uljanovské oblasti v Ruské federaci. Při sčítání lidu v roce 2010 měl 122 tisíc obyvatel.

## Poloha
Dimitrovgrad leží severně od ústí Velkého Čeremšanu do Kujbyševské přehrady na Volze, na jejím levém břehu. Od Uljanovska, správního střediska celé oblasti, je vzdálen osmdesát kilometrů na východ, od Samary přibližně 120 kilometrů na sever. Nejbližší město je Sengilej přibližně 60 kilometrů na jihozápad na druhém břehu přehrady.

## Dějiny
Osídlení se zde vyvinulo z čuvašské osady rusky nazývané Melekess (Мелеке́сс).
V roce 1919 byl Melekess povýšen na město.
Dne 15. července 1972 bylo město přejmenováno k poctě bulharského komunisty Georgiho Michajloviče Dimitrova u příležitosti jeho nedožitých 90. narozenin.

## Partnerská města
- Alexin, Rusko